# Kari Mette Johansen
Kari Mette Johansen (* 11. Januar 1979 in Fredrikstad, Norwegen) ist eine ehemalige norwegische Handballspielerin. Sie spielte den Großteil ihrer Karriere bei Larvik HK in der norwegischen Eliteserien und gehörte über viele Jahre der norwegischen Handballnationalmannschaft an.

## Karriere
Die auf der Position Linksaußen spielende Rechtshänderin kam über die Stationen Skjeberg HK und Lisleby zu Larvik HK. Mit Larvik gewann sie 14 Meisterschaften, zweimal den Europapokal der Pokalsieger und einmal die EHF Champions League. Bei der Wahl zur Welthandballerin des Jahres 2006 erhielt sie hinter Nadine Krause und Gro Hammerseng-Edin die drittmeisten Stimmen. Nach der Saison 2013/14 beendete sie ihre Karriere.
Sie absolvierte 203 Partien für die norwegischen Mannschaft. Mit der norwegischen Auswahl gewann sie 2004, 2006, 2008 und 2010 die Europameisterschaft. Bei der Weltmeisterschaft 2007 in Frankreich wurde sie Vizeweltmeisterin. Ein Jahr später holte sie sich bei den Olympischen Spielen die Goldmedaille. Sie gehörte zum Aufgebot ihres nationalen Verbandes bei der Weltmeisterschaft 2009 in China. Bei der WM 2011 gewann sie den WM-Titel. Im Sommer 2012 nahm Johansen erneut an den Olympischen Spielen in London teil, wo sie wiederum die Goldmedaille gewann.